# Bataille du Bornéo du Nord
Seconde Guerre mondiale
Batailles
Campagne de Bornéo (1945)
- Tarakan
- Bornéo du Nord
- Labuan
- Balikpapan

La bataille du Nord-Bornéo se déroule au cours de la Seconde Guerre mondiale entre les forces alliées et japonaises entre le 10 juin et le 15 août 1945 dans le Bornéo du Nord (plus tard connu comme Sabah). Elle s’inscrit dans la campagne de Bornéo lors de la guerre du Pacifique. La bataille implique une série de débarquements amphibies dans la baie de Brunei menés par les forces australiennes. Si l’opposition japonaise aux débarquements est faible, la campagne donne lieu un certain nombre d'affrontements violents et les deux parties subissent des pertes relativement importantes. En fin de compte, les Australiens réussissent à prendre le contrôle de la région, bien que dans une large mesure les gains stratégiques issus de la conquête du Bornéo du Nord soient finalement annulés par la conclusion soudaine de la guerre en août 1945.

## Contexte

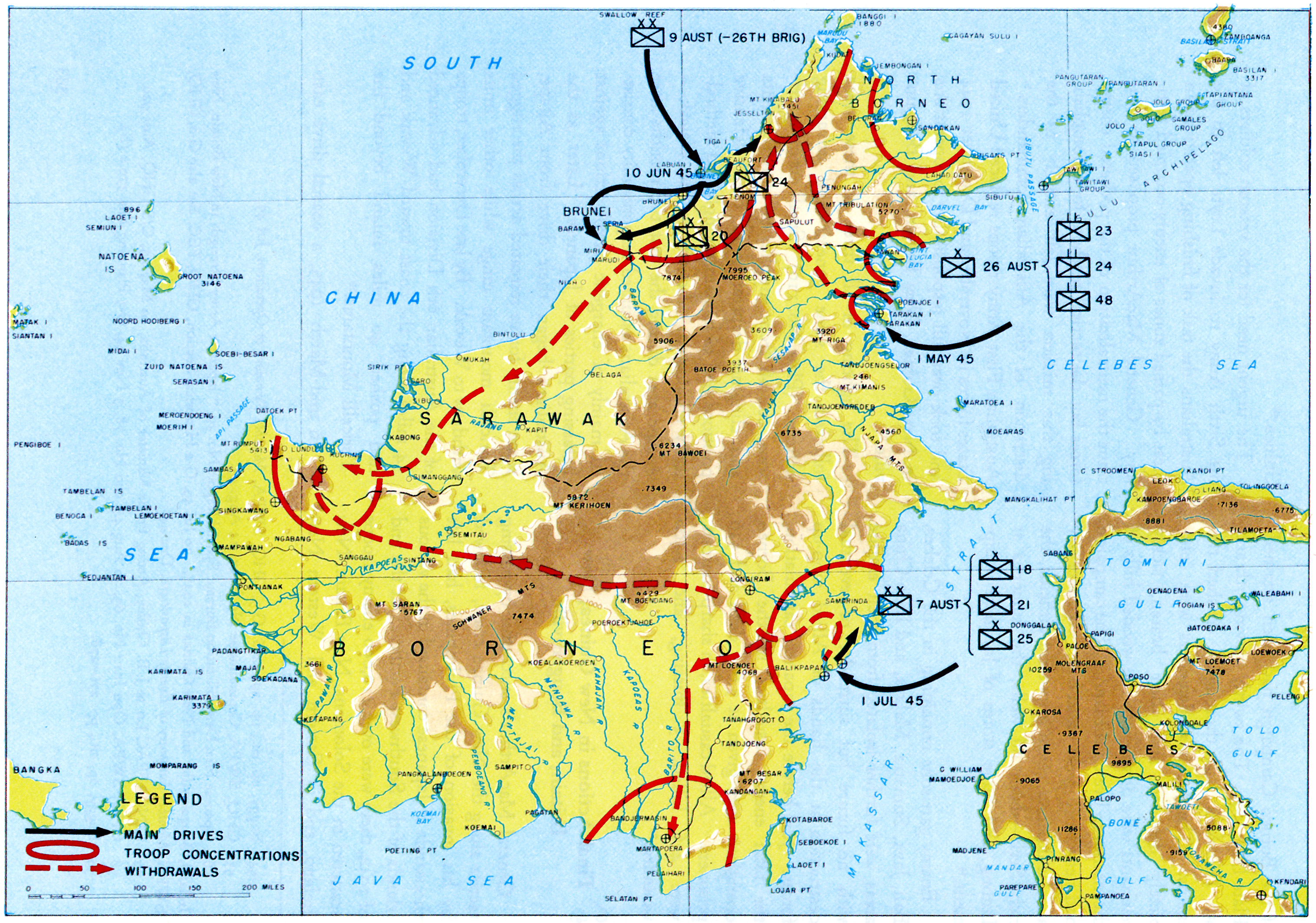
Carte montrant la campagne de Bornéo à la mi-1945.

Baptisée Opération Oboe Six, la bataille fait partie de la deuxième phase des opérations alliées pour capturer l'île de Bornéo. Précédemment, en mai, une force de la taille d'une brigade a déjà débarqué à Tarakan. Un total de 29 000 à 30 000 hommes est attaché à l'opération par les Alliés. Cette force est composée essentiellement des forces terrestres de la 9e division australienne, sous le commandement du major-général George Wootten, et constituée de la 24e brigade et de la 20e brigade d'infanterie, ainsi que par le support naval de l’US Navy et de la Royal Australian Navy et le soutien aérien de l’United States Army Air Forces, de l’United States Marine Corps et des éléments de l'Australian First Tactical Air Force de la Force aérienne royale australienne,. Deux unités de l'US Army, le 727e bataillon de tracteur amphibie qui emploie des LVTs et le 593rd Engineer Boat and Shore Regiment, sont également attachés aux forces australiennes.
Planifiées par le général Douglas MacArthur, commandant suprême de la zone du Pacifique Sud-Ouest, les opérations comprennent trois phases - un bombardement préparatoire, un débarquement et une avancée des troupes – l’objectif de l'opération est de permettre aux Alliés d'établir une base avancée pour la flotte afin de permettre des opérations navales subséquentes, de capturer les vastes réserves de pétrole et de caoutchouc disponibles dans la région et de rétablir l'administration civile britannique. Pendant ce temps, le renseignement allié estime qu'il y a environ 31 000 soldats japonais sur Bornéo, dont 8 800 dans le Bornéo du Nord. Les principales unités japonaises dans la région comprennent des unités de la 56e brigade mixte indépendante, composée de six bataillons (du 366e au 371e bataillons) et d'un autre bataillon indépendant.

## Bataille

### Débarquement à Labuan et dans la baie de Brunei

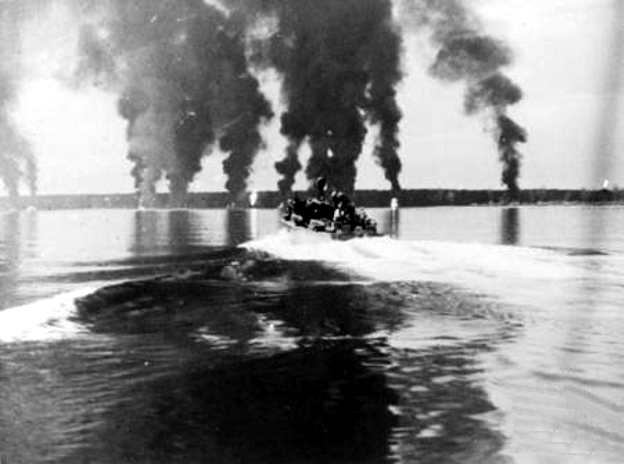
Des puits de pétrole en feu à Seria, 28 juin 1945.

Deux principaux débarquements sont entrepris par les Australiens dans le Bornéo du Nord. Le premier est effectué le 10 juin, lorsque les troupes de deux bataillons de la 24e brigade, les bataillons 2/28 et 2/43 débarquent sur l'île de Labuan avec un escadron de chars Matilda Mark II du régiment blindé 2/9, tandis que deux bataillons de la 20e brigade, les bataillons 2/15 (en) et 2/17 (en) débarquent sur l'île de Muara et sur la péninsule continentale au nord de Brooketon, soutenu par un second escadron de Matildas du régiment blindé 2/9. Au milieu des bombardements navals et aériens lourds, ces débarquements s’effectuent en grande partie sans opposition des Japonais qui se sont retirés des plages de la péninsule alors que l'île de Muara a été complètement abandonné. Les troupes qui débarquent près de Brooketon sur le continent avance sur Brunei, qui est capturée le 13 juin. Les deux bataillons de la 20e brigade sont alors rejoints par le bataillon 2/13 (en), qui a effectué un débarquement sans opposition à Lutong le 20 juin, avant de poursuivre leur avancée sur la côte sud-ouest, en passant par Miri et Seria sur leur chemin vers Kuching. À Seria, les Australiens découvrent 37 puits de pétrole délibérément mis en feu par les défenseurs japonais, et les ingénieurs de la compagnie d’artillerie 2/3 sont appelés pour éteindre les incendies, une tâche qui prend plus de trois mois. Après avoir atteint ses objectifs, la 20e brigade commence alors des opérations de patrouille, en utilisant des péniches de débarquement pour se déplace rapidement le long des diverses rivières et ruisseaux qui ponctuent la côte. Au cours de leur participation à la campagne, les pertes de la brigade sont relativement légères, souffrant seulement de 40 victimes.
Malgré les progrès réalisés au Sud sur le continent, les combats sur Labuan s’intensifient. Les défenseurs japonais se sont retirés à l'intérieur des terres sur une position fortement fortifiée connue sous le nom de "Pocket". Ils tentent de tenir en échec les Australiens le long des crêtes, d’une jungle dense et des marais profonds. En dépit d'un soutien d'artillerie considérable, une attaque menée par une compagnie du bataillon 2/28 est refoulée le 14 juin. En conséquence de nouveaux bombardements préparatoires sont décidés afin d'affaiblir les défenses japonaises. Les cinq prochains jours, un bombardement naval et aérien intense est effectué pour réduire ces défenses avant qu'une nouvelle attaque ne soit lancée le 21 juin.
Alors que l’escadron de commandos 2/12 est chargé d'effectuer des patrouilles sur les zones périphériques de Labuan pour les nettoyer de toutes les forces japonaises résiduelles, deux compagnies d'infanterie du bataillon 2/28 attaquent la position japonaise principale. Supportés par l'appui-feu naval et aérien, et le soutien des blindés et des lance-flammes, les Australiens submergent les défenseurs japonais et éliminent les dernières résistances sur Labuan. Après la bataille, on dénombre 180 morts parmi les Japonais, ce qui porte le total des morts pendant les combats sur Labuan à 389. Les Australiens, de leur côté, comptent 34 tués et 93 blessés,.

### Opérations sur le continent

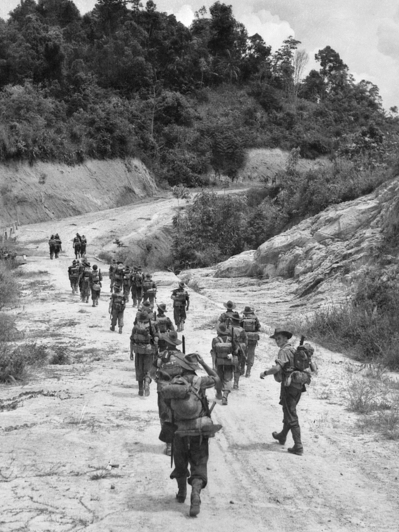
Les membres de la compagnie B du bataillon 2-2 de mitrailleuse en route vers Brunei.

Le deuxième débarquement se déroule le 16 juin sur le continent à Weston (Sabah), dans la partie nord-est de la baie de Brunei. Le bataillon 2/32, qui était précédemment en réserve de la division, avance depuis la baie de Padas Bay. Après avoir pris Weston, les patrouilles sont envoyées à Beaufort, qui est à 23 km dans les terres. En raison de l'absence de route et de la nature impraticable de la voie ferrée qui conduit à la ville, il est décidé d'avancer le long de la rivière Klias, tandis qu'une force secondaire manœuvre le long de la rivière Padas. Dans le cadre de cette phase de l'opération, des débarquements mineurs sont effectués à Mempakul le 19 juin et à Sabang le 23 juin par des éléments du bataillon 2/43 et de l’escadron de commandos 2/11. Kibidang est capturé le même jour par le 2/43, tandis que le 2/32 avance plus loin le long de la rivière Padas avant de se rejoindre. Peu après, des renforts sous la forme de deux compagnies du bataillon 2/28 sont transférés depuis Labuan pour prendre en charge la sécurité de la zone arrière alors que des plans sont réalisés pour l'attaque principale sur Beaufort.
Les Australiens estiment que Beaufort est défendu par 800 à 1 000 soldats japonais et le 27 juin, les Australiens lancent leur attaque sur la ville. Le bataillon 2/43 est chargé de l'assaut principal, tandis que le bataillon 2/32 est chargé de la protection des flancs. En dépit de pluies torrentielles et d’un terrain difficile, le bataillon 2/32 sécurise la rive sud de la rivière Padas, tandis qu'une compagnie du 2/43 est envoyée prendre la ville et une autre marcher sur les flancs, pour prendre des positions d'embuscade le long de la route que l’on suspecte les Japonais d’avoir laissé. Le bataillon 2/28 sécurise les lignes de communication au nord de la rivière. La résistance japonaise n’arrive pas à se coordonner et les Australiens atteignent leurs objectifs dans la nuit. Tout au long de la nuit, cependant, les Japonais lancent six contre-attaques qui échouent parfois même dans un combat au corps à corps. Au cours de ces actions, une compagnie se retrouve isolée et le lendemain matin, le 28 juin, une autre compagnie est envoyée à son secours et attaque la force japonaise à revers. Tout au long de l’après-midi, cette dernière doit se frayer un chemin à travers les nombreuses positions japonaises. Elle atteint son objectif en début de soirée et lance son assaut, tuant au moins 100 Japonais. L’action du soldat Tom Starcevich (en), du bataillon 2/43 au cours de cette phase sera par la suite récompensée la croix de Victoria.
Le 29 juin, les Japonais commencent à se retirer de Beaufort en petits groupes. Une courte pause dans les combats a lieu simultanément à l'arrivée des renforts. Le régiment anti-char 2/3, qui est utilisé comme infanterie plutôt que dans son rôle initial, arrive à Weston le 3 juillet, où il relaie le bataillon 2/28, avant de rejoindre Beaufort. Le 6 juillet l'avancée australienne reprend. En raison de la situation stratégique, il est décidé de procéder à une avancée lente et prudente en utilisant le tir indirect afin de limiter les pertes. Le 12 juillet, le bataillon 2/32 occupe Papar, et de là, des patrouilles sont envoyées vers le nord et le long des rives de la rivière alors que l’offensive prend fin.

## Conséquences

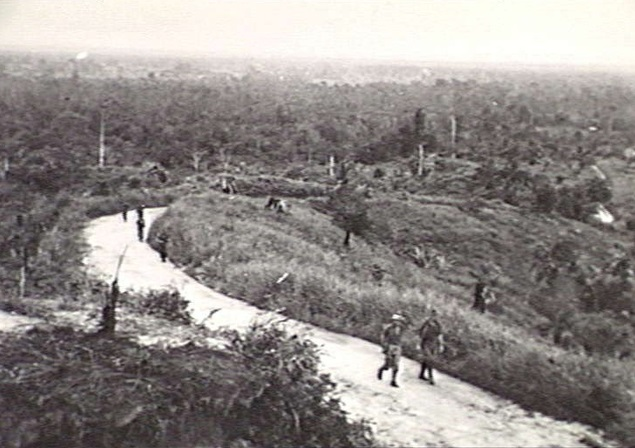
Une patrouille du bataillon d'infanterie australien 2/13 autour de Miri en août 1945.

Après la capture de Papar, les Australiens cessent leurs offensives sur Bornéo et la situation demeure en grande partie statique jusqu'à ce qu'un cessez-le-feu entre en vigueur à la mi-août. En effet, début août 1945, deux bombes atomiques sont larguées sur Hiroshima et Nagasaki, et le 15 août l'empereur du Japon Hirohito, annonce la fin des hostilités, la capitulation formelle étant signée le 2 septembre 1945. À la suite de cette trêve, l'invasion alliée prévue du Japon est annulée et, par conséquent, les gains stratégiques acquis avec la capture du Nord-Bornéo n’ont plus de réelle valeur. Dans une certaine mesure, cela a conduit, en Australie, à estimer que les opérations Oboe ainsi que les campagnes de d'Aitape-Wewak de Bougainville et de la Nouvelle-Bretagne n’étaient pas nécessaires et la cause de pertes inutiles. Tout au long des combats sur le Nord-Bornéo, les Australiens ont perdu 114 hommes tués ou morts de leurs blessures, tandis que 221 hommes ont été blessés. De leur côté, les Japonais ont perdu au moins 1 234 hommes, tandis que 130 ont été capturés,. En plus de cela, on estime aussi que 1800 Japonais ont été tués par les forces de guérilla opérant dans le cadre du Services Reconnaissance Department.
Après la fin des combats, les Australiens commencent à rétablir l'administration civile britannique, la reconstruction des infrastructures endommagées et l’approvisionnement des civils déplacés lors des combats,. Après le cessez-le-feu, il y a encore un grand nombre de troupes japonaises dans le Bornéo du Nord. En octobre 1945, on estime qu'il y a toujours plus de 21 000 soldats et civils japonais dans le nord de Bornéo. La 9e division est chargée d'organiser la reddition, l'approvisionnement et la protection de ces personnes. Elle est également chargée de libérer les civils internés et les prisonniers de guerre détenus au camp de Batu Lintang (en) à Kuching dans l'État de Sarawak.
Alors que l'administration civile est lentement rétablie, le processus de démobilisation australien (en) débute en octobre 1945. Initialement, ce processus est lent car il y a peu de troupes en mesure de soulager les forces australiennes à Bornéo. La 9e division demeure en garnison dans le Bornéo du Nord jusqu'en janvier 1946, quand elle relayée par la 32e brigade indienne (en), avant d’être dissoute. C’est alors un retour à la vie civile pour la majorité du personnel de la 9e division, cependant, dans le cadre de la contribution de l'Australie à l'occupation du Japon, un certain nombre d'hommes de la 9e division est transféré au 67e bataillon qui est créé dans le cadre de la 34e brigade (en). La relation entre la 9e division et la population civile du Nord-Bornéo a conduit la colonie du Bornéo britannique à incorporer les couleurs de la division (en) dans leur blason après la guerre,.